# رافا ترساکو
رافا ترساکو (انگلیسی: Rafa Tresaco؛ زادهٔ ۲۴ اوت ۲۰۰۰) بازیکن فوتبال است.